# 源資俊
源 資俊（みなもと の すけとし）は、鎌倉時代の公卿。宮内卿源家俊の息男。非参議従三位。

## 経歴
以下、『公卿補任』と『尊卑分脈』の内容に基づいて記述する。
- 建久2年（1191年）1月5日、叙爵。
- 元久3年（1206年）[3]1月13日、侍従に任ぜられる。
- 建永2年（1207年）[4]4月10日、従五位上に昇叙。
- 承元4年（1207年）1月14日、備前介に任ぜられる。同年6月17日、復任。
- 建保2年（1214年）3月28日、淡路守に任ぜられる。
- 建保4年（1216年）1月5日、正五位下に昇叙。同月13日、美作守に任ぜられる。
- 承久元年（1219年）8月4日、越中守に任ぜられる。同年12月13日、左少将に任ぜられる。
- 承久3年（1221年）1月5日、従四位下に昇叙。
- 嘉禄元年（1225年）12月22日、左少将に還任。
- 嘉禄3年（1227年）1月5日、従四位上に昇叙。
- 寛喜2年（1230年）1月22日、正四位下に昇叙。
- 嘉禎4年（1238年）1月22日、左中将に任ぜられる。
- 仁治元年（1240年）10月24日、左中将を辞す[5]。同年12月18日、従三位に叙される。
- 仁治2年（1241年）12月、出家[6]。

## 系譜
- 父：源家俊（?-1209）
- 母：河内守源光遠の女
- 妻：不詳
  - 男子：源教俊